# EP1
“EP1”은 잉글랜드의 가수 FKA 트위그스의 첫 익스텐디드 플레이(EP)이다. 2012년 12월 4일 바이닐로 특별한 레이블이 없이 스스로 발매하였다. 이후 영 터크스에서 일본에서 “LP1”과 함께 포장된 제품으로 2016년 10월에 출시되었다. 2016년 12월 16일부터는 공식적으로 모든 음악 서비스에서 스트리밍과 다운로드가 가능해졌다. 또한 같은 날에 12인치 바이닐로 영 터크스에서 재발매를 하였다. 본래 아마존에서 한 달도 안 되어 재발급이 되지 않았던 바이닐은 2017년 2월 19일 다시 재고가 풀렸다.

## 뮤직 비디오
“EP1”은 수록된 모든 곡에 대한 뮤직 비디오가 존재한다. 모든 비디오는 그레이스 라도자와 FKA 트위그스가 2012년 7월부터 12월까지 감독하여 만들었다.
‘Weak Spot’은 네 개의 뮤직 비디오 중 첫 파트이다. 2012년 12월 5일에 공개되었다. 컴퓨터 생성 이미지로 만든 뮤직 비디오는 그레이스 라도자와 FKA 트위그스가 만들었다.
‘Ache’는 네 개의 뮤직 비디오 중 두 번째 파트이다. 2012년 8월 8일에 공개되었다. 헤드 슈트를 입은 남자 배우가 등장한다.
‘Breathe’는 네 개의 뮤직 비디오 중 세 번째 장이다. 2012년 12월 5일에 공개되었으며, 네 개의 뮤직 비디오 중에서 가장 마지막으로 공개된 뮤직 비디오이기도 하다. 비디오에서는 FKA 트위그스가 차를 파손하고, 페인트를 긁으며, 창문을 부수는 등의 행위를 한다.
‘Hide’는 뮤직 비디오의 마지막 파트이다. 2012년 7월 10일에 공개되었으며, EP에 수록된 노래 중 가장 먼저 공개된 뮤직 비디오다. 비디오 내에서는 FKA 트위그스가 메시 브라와 다리 사이에 빨간 안투리움 외에는 아무것도 입지 않은 채로 등장한다. 유튜브에서는 연령 제한이 걸려 있다.

## 트랙 리스트
전체 작사·작곡: FKA 트위그스
| #            | 제목          | 재생 시간 |
| ------------ | ------------- | --------- |
| 1.           | 〈Weak Spot〉 | 3:43      |
| 2.           | 〈Ache〉      | 5:00      |
| 3.           | 〈Breathe〉   | 4:17      |
| 4.           | 〈Hide〉      | 2:59      |
| 총 재생 시간 | 총 재생 시간  | 15:59     |

## 참여진
크레딧은 “EP1”의 라이너 노트에서 발췌하였다.
- FKA 트위그스 – 보컬, 프로듀싱
- 틱 – 프로듀싱

## 발매 일정
| 지역 | 날짜            | 포맷                                     | 레이블    | 출처 |
| ---- | --------------- | ---------------------------------------- | --------- | ---- |
| 영국 | 2012년 12월 4일 | 12" 바이닐                               | 자가발매  |      |
| 일본 | 2014년 8월 6일  | CD 디지털 다운로드 ( LP1 과 함께 포장됨) | 영 터크스 |      |
| 미국 | 2016년 2월 19일 | 12" 바이닐                               | 영 터크스 |      |